# Ислам в Перу

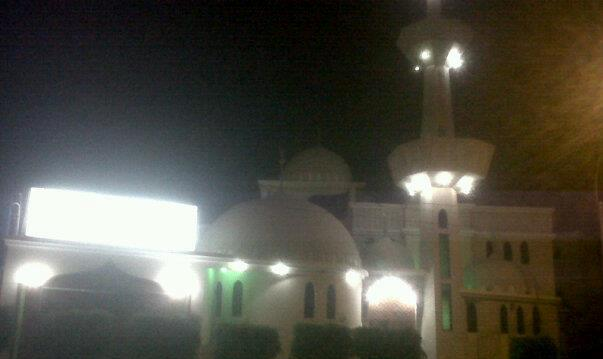
Мечеть Баб в городе Такна

Ислам в Перу  — религия меньшинства. По данным Исследовательского центра Pew его исповедует около 5000 человек, что составляет 0.015 % от общей численности населения в 32 555 000 человек.

## История
Первыми мусульманами, поселившимися в Перу, были африканцы, прибывшие вместе с испанцами во время колонизации территории Перу. Власти в испанских колониях насаждали среди местного населения католицизм и выступали против распространения ислама, жестоко карая его адептов. В 1560 году испанские правители Перу приговорили Лопе де ла Пена, названного «Мавром из Гвадалахары», к пожизненному заключению за «практику и распространение ислама» в Куско. Другие источники рассказывают о понёсшем такое же наказание мусульманине Альваро Гонсалесу. Также мулат «сын испанца Хуана Солано и чёрной женщины», Луис Солано был признан виновным в распространении ислама, но был казнён за это.
По мере того, как в испанских колониях участились преследования против мусульман, они стали втайне исповедовать эту религию. В конечном итоге ислам полностью исчез на территории Перу.
Ислам вновь появился в Перу в конце 40-х годов XX века, когда началась иммиграция палестинских и ливанских мусульман, бежавших в Перу от арабо-израильской войны.
В 1993 году мусульманская община открыла мечеть в районе Хесус-Марии в Лиме, однако позже она была закрыта из-за финансовых трудностей. Другая мечеть была открыта в районе Виллы Эль Сальвадор, но также вскоре была закрыта.

## Современное положение
В Перу проживает около 5000 мусульман, что составляет 0,015 % от общего населения страны.
В Перу есть несколько исламских организаций, в том числе Asociación Islámica del Perú, Musulmanes Peruanos of Naqshbandi Haqqani tariqa и Asociación Islam Peru в Лиме. Группа мусульман также создала веб-страницу www.IslamPeru.org. Единственной мечетью является мечеть Баб аль-Ислам в городе Такна.